# 어쿠스틱 베이스 기타

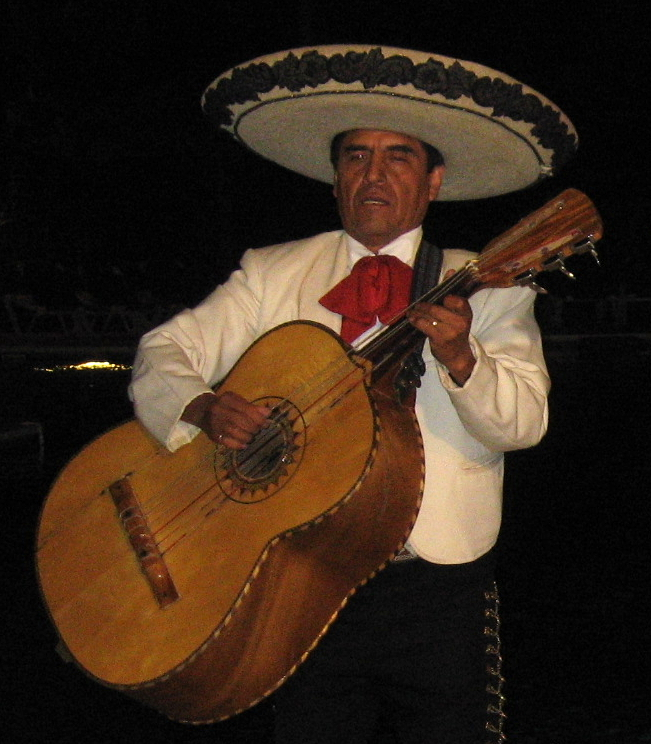
멕시코인이 기타론 어쿠스틱 베이스 기타를 언주하는 모습

어쿠스틱 베이스 기타(ABG 혹은 acoustic bass라고도 불린다)는 일렉트릭베이스를 엠프 없이 연주하기 위해 만들어진 악기이다. 베이스처럼 4줄로 되어 있다. 하지만 소리가 바디에 비해 크지가 않고 줄의 탠션이 적다는 등의 이유로 사람들은 잘 쓰지 않는 악기이다.

## 같이 보기
- 베이스 기타
- 콘트라베이스